# عبد الله الحظرد
عبد الله الحظرد (بالإنجليزية: Abdul Alhazred)‏ ويُعرف أيضاً على نطاق واسع بالعربي المجنون، هو شخصية خيالية أنشأها كاتب الرعب الأمريكي هوارد فيليبس لافكرافت. يُعتقد أنه مؤلف كتاب تحضير الأرواح الخيالي كتاب العزيف (Necronomicon)، كجزء مكمل لمعارف أسطورة كثولو.

## الاسم
اسم عبد الله الحظرد (عبدول الحظرد) من تأليف لفكرافت بعد قرائته لألف ليلة وليلة في سن الخامسة. اخترع لفكرافت الاسم، أو فعل ذلك محامي العائلة ألبرت باركر. وبينما يعتبر عبد الله اسماً عربياً شائعاً، فإن الحظرد Alhazred هو اسم من ابتكار لفكرافت جاء به من اسم هازارد Hazard في شجرة عائلته. ويمكن أن يحتوي على تورية تعني «كل شيء قُرئ» باعتبار أن لفكرافت كان قارئاً نهماً في شبابه.
اسم عبدول الحظرد خاطئ من ناحية القواعد العربية؛ لأنه يحتوي على أداتي تعريف متتابعتين، عبدول/عبد الـ، والحظرد. وفي الترجمة العربية فالاسم هو عبد الله الحظرد. وهو اسم عربي صحيح من ناحية القواعد.
تعبير «العربي المجنون» يستخدم غالباً قبل اسم الحظرد، بحيث يكاد يصبح لقبه. والإشارة إلى العربي المجنون في أسطورة كثولو مرادف للإشارة إلى عبد الله الحظرد.

## مقتله
قال لافكرافت أن المؤرخ المسلم الشهير ابن خلكان روى كيف مات الحظرد. فبعد أن خطف من دمشق روى ابن خلكان أن الحظرد كان يتصارع مع وحش خفي وقد بلعهُ في وضح النهار وهذا ما أكده الشهود الذين شاهدوا الحادثة. أرجع لافكرافت مقتلهِ إلى أن كل من يتعامل مع كتاب العزيف يلقى نهاية مخيفة والحظرد كان من أولهم.